# چشم‌سفید سنگالی
چشم‌سفید سنگالی (نام علمی: Zosterops senegalensis) نام یک گونه از سرده چشم‌سفید است.